# 이리계문초등학교
이리계문초등학교는 대한민국 전북특별자치도 익산시 신용동에 있는 공립 초등학교이다.

## 학교 연혁
- 1921년 4월 1일 계문사립보통학교 인가(신용동 355-3)
- 1947년 8월 31일 공립 개편 인가
- 1948년 4월 8일 계문공립국민학교 개교
- 1963년 7월 30일 현 위치로 이전
- 1974년 7월 1일 이리시로 편입(이리계문국민학교)
- 1984년 3월 1일 병설유치원 개원
- 1994년 3월 1일 특수학급(1학급) 개설
- 1996년 3월 1일 현재 교명으로 개칭
- 2010년 2월 28일 병설유치원 폐원
- 2019년 3월 1일 제26대 임상호 교장 취임
- 2020년 2월 11일 제93회 졸업식(총 졸업생 4,170명)
- 2020년 3월 1일 7학급 편성 (특수학급 1학급 포함)
- 2021년 2월 10일 제94회 졸업식(총 졸업생 4,181명)
- 2021년 3월 1일 7학급 편성(특수학급 1학급 포함)
- 2023년 3월 1일 제27대 김숙현 교장 취임

## 참고 자료
- 이리계문초등학교 - 한국교육학술정보원 학교알리미